# Call of Duty: Black Ops 6
Call of Duty: Black Ops 6 — відеогра у жанрі шутера від першої особи, яку спільно розробляли Treyarch і Raven Software . Це двадцять перша частина серії Call of Duty і шоста основна гра в сюжетній підсерії Black Ops, після Call of Duty: Black Ops Cold War (2020). Вихід гри відбувся 25 жовтня 2024 року для PlayStation 4, PlayStation 5, Windows, Xbox One і Xbox Series, і стала доступною для передплатників Xbox Game Pass у день випуску.
Кампанія гри — описана як «динамічний і насичений шпигунський трилер» — діятиме як продовження історії Black Ops Cold War, що відбувається на початку 1990-х років. Багатокористувацький режим міститиме шістнадцять нових карт на момент запуску та включатиме механіку всенаправленого руху, яка дозволить гравцям бігати, пірнати та ковзати в будь-якому напрямку. Крім того, Black Ops 6 представить нову версію кооперативного режиму «Zombies» з двома абсолютно новими картами, які планується включити під час запуску.
Call of Duty: Black Ops 6 має найдовший цикл розробки в історії Call of Duty, який охоплює чотири роки, деякі співробітники Treyarch заявили, що вони тестують гру з 2022 року. Маркетинг гри розпочався в травні 2024 року шляхом публікації вигаданої реклами на перших сторінках багатьох газет і випуску кількох знятих тизер-трейлерів із живими акторами. Повна презентація Black Ops 6 дебютувала 9 червня після трансляції Xbox Games Showcase 2024.

## Ігровий процес
Як і всі попередні ігри серії, Call of Duty: Black Ops 6 все також лишається шутером від першої особи. Call of Duty: Black Ops 6 представляє сюжетну кампанію у структурі відкритого світу зі своїми оригінальними локаціями, які не використовують ресурси з уже існуючих інших ігрових режимів, як це було у випадку з «Відкритими бойовими місіями» в  Call of Duty: Modern Warfare III (2023). Як і у випадку з Call of Duty: Black Ops Cold War, кампанія в основному розробляється переважно Raven Software. Однокористувацька кампанія гри буде включати кілька способів виконання місій і включати гілки діалогів для набору неігрових персонажів (NPC). У перервах між місіями гравці зможуть отримати доступ до притулку, де вони зможуть планувати місії за допомогою дошки доказів, застосовувати покращення та взаємодіяти з (NPC).
Багатокористувацький режим буде включати шістнадцять абсолютно нових карт; Дванадцять з цих карт призначено для основного ігрового циклу «шість на шість» (6 на 6) і доповнено чотирма картами «Strike», на яких можна грати або в режимах «два на два» (2 на 2), або в основному режимі 6 на 6. Нова ігрова механіка, представлена в розрахованому на багато користувачів компоненті, включає всеспрямований рух (тобто «всерух»), який дозволяє гравцям бігати, пірнати і ковзати в будь-якому напрямку. Додаткові функції включають повернення традиційної системи прокачування «Престиж», яка дозволяє гравцям, які досягли максимального рівня гравця, скидати його до десяти разів, і повернення режиму «Театр», що дозволяє гравцям переглядати розрахований на багато користувачів режим і матчі з точки зору будь-якого гравця.
Крім того, в Call of Duty: Black Ops 6 також буде представлена нова версія кооперативного режиму «Zombies», заснованого на раундах, а на старті гри планується включити дві абсолютно нові класичні базові-раунд картки — «Термінус» і «Водоспад Свободи». У «Zombies» буде реалізовано перехресний прогрес для розблокування зброї між ним і розрахованим на багато користувачів режимом, а також буде включений спеціальний склад персонажів, які стануть основною частиною сюжетної лінії режиму; гравці також зможуть грати за «Операторів» у розрахованому на багато користувачів режимі. Очікується також, що в кооперативний режим «Zombies», розроблений Treyarch, також повернеться система «Gobblegum» з Call of Duty: Black Ops III (2015) та ігрова механіка з Call of Duty: Black Ops Cold War.

## Сюжет

### Кампанія
Кампанія Call of Duty: Black Ops 6 розгортається на початку 1990-х років після подій Call of Duty: Black Ops Cold War (2020) та флешбеків з 1980-х у Call of Duty: Black Ops II (2012). Його історія описується як «динамічний і напружений шпигунський трилер», у якому гравці «ніколи не знають, кому довіряти та що є справжнім». Кампанія також досліджуватиме наслідки холодної війни та показуватиме війну в Перській затоці. Протягом цього часу в ЦРУ проникла нова таємнича сила, і багато оперативників були змушені стати шахраями після того, як їх затаврували зрадниками, зокрема Рассел Адлер (Брюс Томас) і Френк Вудс (Деймон Віктор Аллен). У той час як справжня відданість і мотивація Адлера залишаються невідомими, Вудс збирає команду агентів-ізгоїв, до складу якої входять: польовий оперативник Трой Маршалл (І'лан Ноель), куратор ЦРУ Джейн Харроу (Дон Олів'єрі), технічний геній Фелікс Нойман (Шеймус Девер) і вбивця Севаті Дюма (Карен Девід), щоб допомогти йому відкрити правду.

### Зомбі
Історія «Zombies» для Black Ops 6 буде діяти як продовження сюжетної арки про «Темний ефір», яка розпочинається через п'ять років після подій Black Ops Cold War «Mode Zombies». За словами Кевіна Дрю, помічника директора з дизайну Treyarch для режиму Black Ops 6, розповідь про зомбі охоплюватиме перші дві карти «одночасну ситуацію», яка розгортається в двох місцях одночасно. Перша карта, «Водоспад Свободи», досліджуватиме вторгнення Темного ефіру в маленьке містечко, розташоване в Аппалачських горах, а друга карта, «Термінус», буде зосереджена на «нічному нападі на віддалену в'язницю» на острові у Тихому океані". Центральними персонажами в історії Call of Duty: Black Ops 6 «Zombies» будуть колишні керівники секретної оперативної групи ЦРУ Requiem: Доктор Елізабет Грей (Емі Пембертон), спецкомандир Григорі Вівер (Джин Фарбер) і майор Маккензі Карвер (Кестон Джон). До них приєднується новий персонаж, Майя Агінальдо.

## Розробка
Call of Duty: Black Ops 6 спільно розробляють Treyarch і Raven Software, причому Raven веде виробництво однокористувацької кампанії гри, а Treyarch розробляє багатокористувацькі режими та режими «Zombies». Гра має найдовший цикл розробки в історії Call of Duty, який охоплює чотири роки. Деякі співробітники Treyarch заявили, що вони тестування гри гру з 2022 року. Подробиці Black Ops 6 почали з'являтися в листопаді 2023 року, коли Windows Central повідомило, що дії гри будуть відбуватися під час війни в Перській затоці та містити історію, зосереджену на Центральному розвідувальному управлінні (ЦРУ).
Microsoft придбала Activision Blizzard та її студії у 2023 році ознаменувало кінець ексклюзивної угоди між Sony та Activision, яка передбачала, що ігри Call of Duty отримують ексклюзивний вміст і пропозиції на платформах PlayStation. Хоча Microsoft мала подібну угоду з Activision щодо консолей Xbox до 2015 року, генеральний директор Microsoft Gaming Філ Спенсер заявив, що в майбутньому франшиза не матиме ексклюзивних угод із однаковим вмістом на всіх підтримуваних платформах.

## Маркетинг
30 квітня 2024 року Microsoft Gaming оголосила, що 9 червня 2024 року вони організують подію Xbox Games Showcase, після якої відбудеться «[ВИДАЛЕНО] Direct» презентація. Microsoft не прокоментувала, на якій грі буде зосереджена презентація, лише зазначивши, що це буде «спеціальне глибоке занурення в наступну частину улюбленої франшизи». Том Воррен з The Verge повідомив, що презентація буде зосереджена на частині Call of Duty 2024 року.
22 травня 2024 року веб-сайт під назвою «The Truth Lies» запрацював і був опублікований на каналах Call of Duty у соціальних мережах. На веб-сайті було розміщено кілька реальних відеороликів глобальних пам'яток, таких як Рашмор і Бранденбурзькі ворота, які руйнуються групою людей, а також вигадані новини про вандалізм. Ролики містили логотип триголового пса, який вперше було помічено в оголошенні Microsoft про Xbox Games Showcase 2024. 23 травня 2024 року кілька газет, як-от USA Today і New York Post розмістили рекламу «The Truth Lies» на перших сторінках. Того ж дня Activision офіційно оголосила Call of Duty: Black Ops 6 і підтвердив, що «[ВИДАЛЕНО] Direct» 9 червня буде зосереджено на грі.
27 травня 2024 року на каналі Call of Duty YouTube було опубліковано тизер-трейлер гри під назвою «Open Your Eyes». Він складається здебільшого з кадрів із новинних шоу та телевізійної реклами початку 1990-х років, озвучених спотвореним чоловічим голосом, який безпосередньо звертається до глядача, кажучи йому «перестати бути вівцями і стати вовками». Було також помічено, що тизер містить короткі проблиски кадрів ігрового процесу з гри. Розширена версія тизера було надіслано творцю вмісту Call of Duty NoahJ456, який містив короткий огляд потенційних кадрів ігрового процесу Black Ops 6 «Mode Zombies».
28 травня 2024 року Activision випустила трейлер для гри, в якому представлені кілька реальних політичних лідерів, у тому числі колишні президенти США Білл Клінтон і Джордж Буш-старший, колишній державний секретар США Колін Пауелл, екс-прем'єр-міністр Великобританії Маргарет Тетчер, і колишній президент Іраку Саддам Хусейн. Помічено, що YouTube thumbnail для трейлера містить координати колишнього палацу Хусейна в Багдаді.
3 червня 2024 року тизери Call of Duty: Black Ops 6 почали з'являтися в Call of Duty: Warzone, включно з новою катсценою з "Персонаж Black Ops Френк Вудс розповідає про виявлення «крота», яким підозрюють Рассела Адлера, персонажа з Call of Duty: Black Ops Cold War (2020).
9 червня, одразу після виходу в ефір Xbox Games Showcase 2024, Activision представила 25-хвилинне глибоке занурення в Black Ops 6, яке пропонувало уявлення про однокористувацьку кампанію гри, її багатокористувацьку складову та режиму «Zombies». Того ж дня Activision розповіла в публікації в офіційному блозі Call of Duty, що повне розкриття для багатокористувацької гри дебютує на Call of Duty NEXT у 2024 році.

## Випуск
Call of Duty: Black Ops 6 заплановано на 25 жовтня 2024 року, для PlayStation 4, PlayStation 5, Windows, Xbox One і Xbox Series. Гра також буде доступна для передплатників Xbox Game Pass у день випуску. Вона потребуватиме безперервного підключення до Інтернету, щоб грати в усіх її режимах, включаючи одиночну кампанію. Activision заявила, що вимога полягає в тому, щоб забезпечити найкращу можливу якість зображення за допомогою функції потокового передавання текстур.

## Нотатки
1. ↑  Windows версія розроблена Beenox.[1] Додаткові розробки від Activision Central Design, Activision Central Technology, Activision Shanghai, Demonware, High Moon Studios, Infinity Ward і Sledgehammer Games.[2]